# Wereldkampioenschap schaatsen allround 1913
Het Wereldkampioenschap schaatsen allround 1913 werd op 1 en 2 maart in het Pohjoissatama te Helsingfors (nu: Helsinki) gehouden.
Titelverdediger was Oscar Mathisen, die in het Gamle Frogner Stadion in Kristiania wereldkampioen was geworden. Oscar Mathisen prolongeerde zijn titel, zijn vierde in totaal.

## Eindklassement
| Rang   | Schaatser           | Land               | Punten | 500m       | 5000m       | 1500m       | 10.000m      |
| ------ | ------------------- | ------------------ | ------ | ---------- | ----------- | ----------- | ------------ |
| Goud   | Oscar Mathisen      | Noorwegen          | 6      | 46,0 (1)   | 8.56,1 (2)  | 2.24,4 (1)  | 18.04,9 (2)  |
| Zilver | Vasili Ippolitov    | Keizerrijk Rusland | 15     | 50,1 (12)  | 8.43,4 (1)  | 2.26,3 (2)  | 17.37,8 (1)  |
| Brons  | Nikita Naydenov     | Keizerrijk Rusland | 20     | 49,5 (10)  | 9.08,7 (4)  | 2.29,3 (3)  | 18.30,5 (4)  |
| 4      | Henning Olsen       | Noorwegen          | 24     | 47,2 (2)   | 9.27,8 (8)  | 2.30,9 (6)  | 19.16,6 (8)  |
| 5      | Väinö Wickström     | Finland            | 24.5   | 48,9 (5)   | 9.12,0 (5)  | 2.31,6 (9)  | 18.35,2 (5)  |
| 6      | Platon Ippolitov    | Keizerrijk Rusland | 28     | 51,0 (13)  | 9.01,7 (3)  | 2.32,6 (10) | 18.08,0 (3)  |
| 7      | Petrus Axelson      | Zweden             | 30     | 49,9 (11)  | 9.21,4 (6)  | 2.31,4 (7)  | 18.45,4 (7)  |
| 8      | Gunnar Strömstén    | Finland            | 31     | 55,0* (15) | 9.21,7 (7)  | 2.30,2 (4)  | 18.35,6 (6)  |
| 9      | Bjarne Frang        | Noorwegen          | 34     | 47,4 (3)   | 9.44,7 (13) | 2.30,5 (5)  | 19.47,0 (13) |
| 10     | Arvo Tuomainen      | Finland            | 36     | 49,0 (7)   | 9.28,5 (9)  | 2.33,3 (11) | 19.17,3 (9)  |
| 11     | Martin Sæterhaug    | Noorwegen          | 38     | 48,0 (4)   | 9.36,2 (12) | 2.31,5 (8)  | 19.48,2 (14) |
| 12     | Walter Tverin       | Finland            | 39.5   | 48,9 (5)   | 9.35,4 (11) | 2.34,3 (12) | 19.24,7 (11) |
| 13     | Nikolay Rundyaltsev | Keizerrijk Rusland | 43     | 49,1 (8)   | 9.29,7 (10) | 2.35,3 (13) | 19.36,4 (12) |
| 14     | Yevgeni Korolyov    | Keizerrijk Rusland | 51     | 51,3 (14)  | 9.53,2 (14) | 2.40,7 (14) | 19.18,2 (10) |
| NS3    | Lauri Helanterä     | Finland            | -      | 49,2 (9)   | 9.56,5 (15) | NS          |              |

* = met val
NC = niet gekwalificeerd
NF = niet gefinisht
NS = niet gestart
DQ = gediskwalificeerd